# Pepote Ballester
José Luis Ballester Tuliesa (Vinaròs, 17 de agosto de 1968), conhecido por Pepote Ballester,  é um velejador espanhol, campeão olímpico.

## Carreira
Ballester consagrou-se campeão olímpico ao vencer a série de regatas da classe Tornado nos Jogos Olímpicos de Verão de 1996 em Atlanta ao lado de Fernando León Boissier.